# F1 2000 (jeu vidéo)
F1 2000 est un jeu vidéo de course de Formule 1 développé par Image Space Incorporated et édité par EA Sports, sorti en 2000 sur Windows et PlayStation.

## Accueil
- GameSpot : 6,9/10[1]
- IGN : 7/10[2]